# ALCO MRS-1
A ALCO MRS-1 é um tipo de locomotiva diesel-elétrica construída pela American Locomotive Company ALCO, para o United States Army Transportation Corps (USATC) (pt: Corpo de Transportação do Exército dos Estados Unidos). Onde foram construídas com bitola múltipla para poder operar em qualquer ferrovia do mundo em tempos de guerra.
As locomotivas MRS-1 (Military Road Switcher) foram um lote de 96 locomotivas a diesel encomendadas pelo US Army Transportation
Corps (USATC), para serem utilizadas em cenários de guerra em torno do mundo, e na Europa em particular.

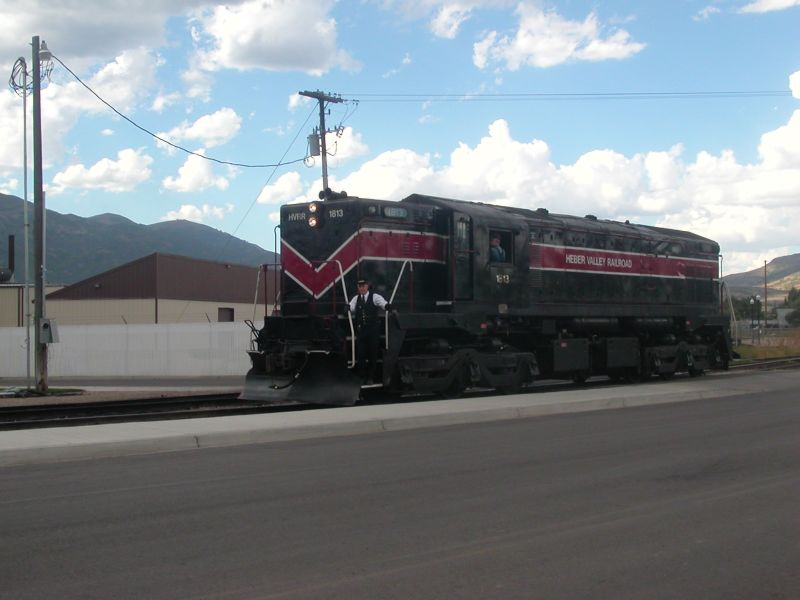
Locomotiva EMD MRS-1 na Heber Valley Historic Railroad (HVRR).

## Ficha técnica
- Disposição dos eixos: Co-Co (2 bogies de 3 eixos cada um)
- Motor: Alco 244D a diesel de 12 cilindros em «V»
- Força de tracção contínua: 137 N
- Potência: 1200 kW
- Velocidade máxima operacional: 110 km/h
- Peso: 108,9 t
- Comprimento total: 17 m
- Construtores: American Locomotive Company (Alco) e General Electric e Electro-Motive Division (GM)
- Anos de fabrico: 1952-1954